# Takahashi Saiko
Takahashi Saiko (高橋 彩子, sinh ngày 11 tháng 4 năm 1976) là một cựu cầu thủ bóng đá nữ người Nhật Bản.

## Đội tuyển bóng đá nữ quốc gia Nhật Bản
Takahashi Saiko thi đấu cho đội tuyển bóng đá nữ quốc gia Nhật Bản từ năm 2005.

## Thống kê sự nghiệp
| Nhật Bản  | Nhật Bản | Nhật Bản |
| Năm       | Trận     | Bàn      |
| --------- | -------- | -------- |
| 2005      | 2        | 0        |
| Tổng cộng | 2        | 0        |